# Mikołaj III (książę Meklemburgii)
Mikołaj III (ur. po 1230, zm. 8/9 czerwca 1289 lub 1290) – książę Meklemburgii jako koregent od 1264 roku do śmierci, także duchowny.
Był jednym z młodszych synów księcia meklemburskiego Jana I oraz Luitgardy z Hennebergu, córki Poppona VII z Hennebergu. Po śmierci ojca stał się prawdopodobnie jednym z koregentów Meklemburgii, jednak główną rolę odgrywał wówczas jego brat Henryk I Pielgrzym. W 1246 został kanonikiem w katedrze w Schwerinie (od 1266 prepozyt), a 9 stycznia 1266 roku – w katedrze w Lubece. W 1269 był księdzem w Wismar, w 1271 objął funkcję prepozyta w Lubece, w 1282 rezydował w Bergedorfie.
W 1271 roku Henryk I Pielgrzym wybrał się w pielgrzymkę do Ziemi Świętej, podczas której został porwany przez Saracenów. Wówczas rola Mikołaja wzrosła, stał się jednym z faktycznych regentów obok brata Jana II, choć przed wyprawą Henryk wyznaczył swoją żonę Anastazję. Do współrządów byli także dopuszczeni synowie Henryka I, Henryk II Lew (faktyczny władca od 1289) i Jan III, za których początkowo sprawowali regencję. Mikołaj zmarł najprawdopodobniej w 1289 roku, nie doczekawszy powrotu Henryka I Pielgrzyma z niewoli, który to nastąpił dopiero w 1298 roku. Pochowano go w klasztorze w Bad Doberan.